# Boschi ripariali del Tronto
Boschi ripariali del Tronto este o arie protejată (arie specială de conservare — SAC, sit de importanță comunitară — SCI) din Italia întinsă pe o suprafață de 153 ha, integral pe uscat.

## Localizare
Centrul sitului Boschi ripariali del Tronto este situat la coordonatele 42°45′07″N 13°16′32″E / 42.751944°N 13.275556°E.

## Înființare
Situl Boschi ripariali del Tronto a fost declarat sit de importanță comunitară în iunie 1995 pentru a proteja 1 specie de plante și 1 specie de animale. Situl a fost protejat și ca arie specială de conservare în aprilie 2016.

## Biodiversitate
Situată în ecoregiunea continentală, aria protejată conține 8 habitate naturale: Pajiști uscate seminaturale și facies de acoperire cu tufișuri pe substraturi calcaroase (Festuco-Brometalia) (* situri importante pentru orhidee), Formațiuni de Juniperus communis pe lande sau pajiști calcaroase, Râuri cu maluri nămoloase cu vegetație de Chenopodion rubri p.p. și Bidention p.p., Păduri de Castanea sativa, Păduri de stejar alb estice, Galerii de Salix alba și de Populus alba, Liziere de ierburi înalte hidrofile de câmpie și de nivel montan până la alpin, Păduri aluvionare cu Alnus glutinosa și Fraxinus excelsior (Alno-Padion, Alnion incanae, Salicion albae).
La baza desemnării sitului se află mai multe specii protejate:
- plante (1): Himantoglossum adriaticum
- nevertebrate (1): fluturele de noapte (Eriogaster catax)